# Cartaventura
Cartaventura ist der Name einer Spieleserie des Verlags Kosmos Spiele und wurde für 1 bis 6 Spieler konzipiert. Die ersten Spiele der Serie erschienen 2022 nach der Idee der Spieleautoren Thomas Dupont und Arnaud Ladagnous. Im selben Jahr wurde das zweite Spiel der Serie, Cartaventura: Lhasa, für den französischen Spielepreis As d’Or nominiert.

## Thema und Ausstattung
Das Spiel besteht aus 70 Karten und einem Begleitheft, das Hintergrundinformationen zu der im jeweiligen Spiel thematisierten Person enthält. In jedem Spiel der Serie begeben sich die Spieler auf die Suche nach der thematisierten Figur. Dabei können fünf mögliche Enden erreicht werden.

## Spielweise
Das Spiel wird ausschließlich über die vor den Spielern ausliegenden Karten gespielt. Dabei gibt es vier verschiedene Kategorien an Karten:
- Sofort-Karten: sind durch ein Blitzsymbol gekennzeichnet. Diese werden zunächst vorgelesen und direkt im Anschluss werden die Anweisungen, die unterhalb des Textes auf der Karte stehen, ausgeführt. Dabei kann es vorkommen, dass den Spielern zwei Optionen zur Wahl stehen und sie sich für eine der beiden Optionen entscheiden müssen.
- Objekt-Karten: sind durch ein Handsymbol gekennzeichnet. Sie können im Laufe des Spiels nützlich sein und weitere Aktionen freischalten.
- Landkarten: sind durch ein Kartensymbol gekennzeichnet. In der rechten unteren Ecke der Karte ist ein Kompass abgebildet, welcher auf weitere Karten verweist, die an diese Karte angelegt werden.
- Aktionskarten: sind durch ein Zahnradsymbol gekennzeichnet. Sie werden an die Landkarten angelegt und geben den Spielern weitere Handlungsmöglichkeiten.

Für einige Aktionen werden Geldmünzen benötigt, deren Stand durch eine separate Karte repräsentiert wird. Wird für eine Aktion Geld benötigt, um sie auszuführen, jedoch nicht genügend Geld vorhanden ist, um sie auszuführen, so ist das Spiel zu Ende. 

## Ausgaben
Zum aktuellen Zeitpunkt (Stand: Dezember 2024) erschienen sechs Spiele der Reihe.
| Titel                    | Erscheinungsdatum  | thematisierte Person |
| ------------------------ | ------------------ | -------------------- |
| Cartaventura: Vinland    | 27. Januar 2022    | Erik der Rote        |
| Cartaventura: Lhasa      | 27. Januar 2022    | Alexandra David-Neel |
| Cartaventure: Oklahoma   | 3. Februar 2022    | Bass Reeves          |
| Cartaventura: Karawanen  | 26. Januar 2023    | Ibn Battūta          |
| Cartaventura: Hollywood  | 14. September 2023 | Charlie Chaplin      |
| Cartaventura: Versailles | 2023               | Julie d’Aubigny      |

## Rezeption
Auf BoardGameGeek erzielten die Spiele eine Wertung zwischen 6,3 und 7,3 der möglichen 10 Punkte.